# Volendam Top 100
De Volendam Top 100 was een eenmalig radioprogramma van het Nederlandse station 100%NL dat in 2007 werd uitgezonden op eerste kerstdag van 10.00 tot 17.00 uur. De Volendam Top 100 op 100%NL werd medegeproduceerd door de Stichting Nederlandse Muziek.
In 2013 volgde nog de samenstelling van de Volendammer Top 1000 die op initiatief van RTV L.O.V.E. en met ondersteuning door onder meer 17 Noord-Hollandse radiostations werd georganiseerd.

## Het programma
Het idee is waarschijnlijk afgekeken van de Top 2000 van Radio 2, maar het grote verschil met die lijst is dat de Volendam Top 100 - zoals de naam het al zegt - alleen Volendamse artiesten vertegenwoordigde. De presentatoren ADHDave en Patricia van Liemt voelden die dag ook vele Volendamse artiesten aan de tand over de manier waarop zij de kerst vieren.
Bij de eerste editie werden zo'n 25.000 stemmen uitgebracht. Het duo Nick & Simon voerde de lijst aan met hun hit "Pak maar m'n hand". Ook de nummer twee is voor het duo. Pas vanaf positie achttien komt de "oude garde" voorbij. De band BZN staat daar genoteerd met hun nummer 1-hit uit 1976 Mon amour. Meteen daar achteraan komt Piet Veermans Sailin' home (20), nog voor One way wind van The Cats (21), de groep waar hij de leadzanger van was. De ode aan Volendam van de groep Canyon staat op de dertigste positie. Minder dan de helft van de genoteerde hits komen van voor de jaren negentig.

## Top 10
1. Nick & Simon, Pak maar m'n hand
2. Jan Smit, Dan volg je haar benen
3. Nick & Simon, Kijk omhoog
4. Nick & Simon, De soldaat
5. Jan Smit, Als de nacht verdwijnt
6. 3JS, Eén met de bomen
7. Monique Smit, Wild
8. Jan Smit, Laura
9. Nick & Simon, Steeds weer
10. Jan Smit, Als de morgen is gekomen

### Complete lijst
De Top 100 is (opengeklapt) bovenaan de kolom te sorteren op alfabet:
| Notering | artiest                  | lied                             |
| -------- | ------------------------ | -------------------------------- |
| 1        | Nick & Simon             | Pak maar m'n hand                |
| 2        | Jan Smit                 | Dan volg je haar benen           |
| 3        | Nick & Simon             | Kijk omhoog                      |
| 4        | Nick & Simon             | De soldaat                       |
| 5        | Jan Smit                 | Als de nacht verdwijnt           |
| 6        | 3JS                      | Een met de bomen                 |
| 7        | Monique Smit             | Wild                             |
| 8        | Jan Smit                 | Laura                            |
| 9        | Nick & Simon             | Steeds weer                      |
| 10       | Jan Smit                 | Als de morgen is gekomen         |
| 11       | Jan Smit                 | Cupido                           |
| 12       | Jan Smit                 | Vrienden voor het leven          |
| 13       | 3JS                      | Kom                              |
| 14       | Nick & Simon             | Rosanne                          |
| 15       | 3JS                      | De zomer voorbij                 |
| 16       | Nick & Simon             | Herwinnen                        |
| 17       | 3JS                      | Net alsof                        |
| 18       | BZN                      | Mon amour                        |
| 19       | George Baker Selection   | Una paloma blanca                |
| 20       | Piet Veerman             | Sailin' home                     |
| 21       | The Cats                 | One way wind                     |
| 22       | Jan Smit                 | Hoe kan ik van je dromen?        |
| 23       | 3JS                      | Watermensen                      |
| 24       | Magical Trio             | Eens per jaar                    |
| 25       | Nick & Simon             | Te jong                          |
| 26       | Jan Smit                 | Heel mijn leven                  |
| 27       | Jan Smit                 | Op weg naar geluk                |
| 28       | Nick & Simon             | Verloren                         |
| 29       | Jantje Smit              | Ik zing dit lied voor jou alleen |
| 30       | Canyon                   | Mooi Volendam                    |
| 31       | Jan Smit                 | Op eigen benen                   |
| 32       | Jan Smit                 | Boom Boom Bailando               |
| 33       | 3JS                      | Wiegelied                        |
| 34       | Jantje Smit & BZN        | Mama                             |
| 35       | BZN                      | Banjo man                        |
| 36       | Maribelle                | Ik hou van jou                   |
| 37       | Nick & Simon             | Vaarwel verleden                 |
| 38       | Tol & Tol                | Eleni                            |
| 39       | Nick & Simon             | Alles is liefde                  |
| 40       | Nick & Simon             | Spaanse duif                     |
| 41       | Jan Smit                 | Als ik een tovenaar kon zijn     |
| 42       | Nick & Simon             | Hoe lang?                        |
| 43       | Jan Smit                 | Ik en mijn gitaar                |
| 44       | Tribute to The Cats Band | If you                           |
| 45       | George Baker Selection   | Little green bag                 |
| 46       | Nick & Simon             | Mei                              |
| 47       | The Cats                 | Why                              |
| 48       | The Cats                 | Scarlet ribbons                  |
| 49       | The Cats                 | Where have I been wrong          |
| 50       | The Cats                 | Be my day                        |
| 51       | The Cats                 | Lea                              |
| 52       | Alles                    | Murdock 9-6182                   |
| 53       | The Cats                 | Marian                           |
| 54       | Monique Smit             | Droom je mij                     |
| 55       | BZN                      | Pearlydumm                       |
| 56       | BZN                      | Sweet silver Anny                |
| 57       | Jan Smit                 | Zeven zonden                     |
| 58       | De Kirries               | Eeuwig de mijne                  |
| 59       | Anny Schilder            | You are my hero                  |
| 60       | Nick & Simon             | Onvoorstelbaar                   |
| 61       | Nick & Simon             | Diamanten Ringen                 |
| 62       | Jan Keizer               | Geef mij je lach                 |
| 63       | BZN                      | Lady McCorey                     |
| 64       | Jan Keizer               | Zie ik jou, dan is het zomer     |
| 65       | De Dekkerband            | Volendammer volkslied            |
| 66       | De Blauwe Bus            | Volendammer vrouwen              |
| 67       | The Cats                 | I walk through the fields        |
| 68       | 3JS                      | Dansen op de dijk                |
| 69       | Anny Schilder            | When you walk in the room        |
| 70       | BZN                      | Wedding bells                    |
| 71       | BZN                      | If I say the words               |
| 72       | The Cats                 | The best years of my life        |
| 73       | The Cats                 | Vaya con Dios                    |
| 74       | BZN                      | Just an illusion                 |
| 75       | Stampvast                | Mooi Volendam                    |
| 76       | Next One                 | Little Spanish sailor            |
| 77       | The Cats                 | Times were when                  |
| 78       | Left Side                | (Like a) Locomotion              |
| 79       | Jantje Smit              | Ik wil 'n blondine               |
| 80       | The Cats                 | Sure he's a cat                  |
| 81       | Maddog                   | Kio                              |
| 82       | Joop Buijs (Vracht)      | Sancta Maria                     |
| 83       | Left Side                | Confusion in my mind             |
| 84       | Anny Schilder            | Adieu chéri                      |
| 85       | Ad Fundum                | Ode aan de Bap                   |
| 86       | 3JS                      | Tinteling                        |
| 87       | Nick & Simon             | Aanstaande zaterdag              |
| 88       | The Cats                 | Let's dance                      |
| 89       | BZN                      | The Summertime                   |
| 90       | Jan Smit                 | Op de bühne                      |
| 91       | Cees Veerman             | Sailor sail on                   |
| 92       | No Pictures Please       | Hare Krishna                     |
| 93       | Jen Rog                  | Devilish Mary                    |
| 94       | Left Side                | Welcome to my house              |
| 95       | BZN                      | La France                        |
| 96       | Specs Hildebrand         | So long ago                      |
| 97       | BZN                      | Mother                           |
| 98       | Next One                 | Cats for ever                    |
| 99       | BZN                      | Maybe someday                    |
| 100      | George Baker Selection   | (Fly away) Little Paraquayo      |